# 30 perc vagy annyi se
A 30 perc vagy annyi se (eredeti cím: 30 Minutes or Less)  2011-ben bemutatott amerikai akcióvígjáték. Rendező  Ruben Fleischer, a főszerepben Jesse Eisenberg, Aziz Ansari, Danny McBride és Nick Swardson.

## Cselekménye
Nick (Jesse Eisenberg) pizzafutárként dolgozik. Barátja az indiai származású Chet (Aziz Ansari), aki általános iskolai tanító. Azonban amikor kiderül, hogy 8 évvel ezelőtt Nick lefeküdt Chet ikerhúgával, Kate-tel (Dilshad Vadsaria), és még mindig gyengéd érzelmeket táplál iránta, összevesznek. Kiderül, hogy Nick szülei azért váltak el, mert Chet elmondta, hogy Nick anyja lefeküdt egy mentőssel.
Két korosodó haver, Dwayne (Danny McBride) és Travis (Nick Swardson) szánalomra méltó életet élnek Dwayne atyáskodó apja (Fred Ward) felügyelete alatt. A valamikori katona néhány éve tíz millió dollárt nyert a lottón, amiből azonban már csak 1-2 millió maradt. Dwayne elhatározza, hogy ráteszi a kezét a megmaradt pénzre, és egy bérgyilkost bérel fel, hogy ölje meg az apját. A bérgyilkos 100 000 dollárt kér. Mivel Dwayne-nek nincs ekkora tőkéje és nem fér hozzá apja pénzéhez, kitalálja, hogy valakivel kiraboltat egy bankot, így meglesz a szükséges pénz. A rablás végrehajtatásához valamilyen kényszerre van szükség, ezért kitalálják, hogy elrabolnak valakit, akinek testére robbanóanyagot erősítenek, így az illető kénytelen lesz végrehajtani a rablást. A kiszemelt áldozat a pizzafutár, akit a fémtelepre való megérkezésekor elkábítanak és megkötöznek, miközben rajtuk gorilla álarc van.
Nick másnap reggel tér magához, ekkor vázolják neki a helyzetet. Ha 10 órán belül nem rabol ki egy bankot, felrobbantják a testére erősített bombát. Ez alatt végig figyelni fogják. Ha nem akarózna neki megtenni, amit kérnek tőle, vagy a rendőrséghez fordulna, a robbanóanyagot távolról felrobbanthatják egy mobil szám felhívásával, aminek hatására a bomba működésbe lép. Demonstrációként egy játékmacit robbantanak fel.
Nick nagyon megijed, és legjobb barátjához, Chethez rohan, aki éppen órát tart. Chet lelkiismereti okokból elhatározza, hogy segít a barátjának. Mivel a bombát nem tudják levenni Nick testéről (legfeljebb a karjai levágásával, amibe Nick nem egyezik bele), elhatározzák, hogy közösen végrehajtják a rablást. Ehhez játékpisztolyokat és símaszkot vásárolnak.
Nick azt javasolja, hogy valamelyik ismerősüktől vegyenek kölcsön egy kocsit, hiszen ha a saját kocsijával megy, rögtön lebukik. Elhatározza azt is, hogy beolvas a főnökének, továbbá elmegy Kate-hez, akitől elbúcsúzik.
Nick és Chet kirabolnak egy bankot, ahol egy Sandra nevű alkalmazott adja nekik oda a pénzt a széfből. Az átadott pénz közé azonban kék színű festéket rejt, ezért újabb zacskót kell megtöltenie pénzzel. Mivel a riasztót már a megérkezésükkor megnyomta valaki, a rendőrség pillanatok alatt odaér, ezért menekülniük kell. Egy rendőr szinte azonnal le akarja tartóztatni őket, de ekkor Nick szétnyitja a mellényét, így láthatóvá válik a testére erősített robbanószerkezet. A rendőr leteszi a fegyverét és elszalad. Autós száguldozás után egy rendőrautóval ütköznek, a kocsijuk a feje tetejére áll. Nick és Chet sértetlenül kikászálódik belőle és felszállnak egy arra járó buszra.  Nick felhívja Dwayne-t és megmondja neki, hogy megvan a pénz. Dwayne megad neki egy helyszínt azzal, hogy ott adja át a pénzt. Dwayne és Travis azonban egy étterembe mennek mexikói tacót enni. Amikor kiderül, hogy Dwayne mindenképpen fel akarja robbantani a „bankrablót”, Travis nyugtalan lesz. Miközben Dwayne kimegy a vécére, Travis átprogramozza Dwayne telefonját.
Nick a saját kocsijával megy a megadott helyszínre. Dwayne helyett azonban a bérgyilkos, Chongo (Michael Peña) és barátnője, Juici érkezik. Nick azt hiszi, hogy ő a megbízó, ezért átadja neki a zacskó pénzt, de amikor Chongo nem akarja megmondani neki a bomba hatástalanításához szükséges kódot (nem is tudja, miről van szó), Nick rájön, hogy tévedés történt, és visszakéri a pénzt. Mivel a bérgyilkos nem akarja visszaadni, az addig rejtőzködő Chet ráugrik és leüti. Miután Juicit is ártalmatlanná teszik, elmenekülnek a helyszínről.
Dwayne két telefonhívást kap: egyet Chongótól, aki megfenyegeti, hogy mivel megtámadták, az üzlet semmis, és meg fogja Dwayne-t is ölni. Nick amiatt hívja, hogy olyan embert küldött, aki nem tudta a kódot, és megfenyegeti, hogy ha felrobbantja a bombát, akkor a pénz is megsemmisül. Dwayne fel akarja robbantani a bombát, de nem következik be robbanás, mivel Travis megváltoztatta a közvetlen robbantás számát, amikor látta, hogy Dwayne egyre erőszakosabb lesz.  Azonban kitalálják, hogy ha elrabolják Nick barátnőjét, akkor kénytelen lesz átadni nekik a pénzt.
Dwayne felhívja Nicket a kocsijukból, amiben a hátsó ülésen fogva tartják Kate-et, akinek egy csuklyát húztak a fejére. Nicknek a fémtelepre kell vinnie a pénzt, vagy Kate meghal. Eközben Chongo betör Dwayne apjának házába, hogy megtudja Dwayne tartózkodási helyét, az apa azonban nem tudja, hol van Dwayne, és aki megtámadja a bérgyilkost egy tollal, azonban a bérgyilkos lelövi.
Nick megérkezik a fémtelepre, és átadja a pénzt Kate-ért cserébe. Mivel Chet előzőleg elbújt, Nick blöfföl, és azt mondja, hogy egy mesterlövész célba vette Dwayne-t. Dwayne fején valóban egy piros lézer fénye látszik, amit Chet irányít rá az iskolában használt mutatópálcájából. Dwayne és Travis megadják magukat és Dwayne leteszi a pisztolyát. Travis testére egy lángszóró van erősítve, amit nem tud letenni. Dwayne megadja a bombát deaktiváló kódot: 69-69-69. Ekkor megérkezik Chongo, és lelövi Dwayne-t, ekkor Travis rá irányítja a lángszórót. Chongo lángokba borul, de közben őt is lelövi, Travis szintén lángokba borul. Dwayne eloltja a lángokat a barátja testén. Nick a zűrzavarban felkapja a pénzes zacskót és elmenekül Kate-tel és Chettel. Dwayne nem halt meg, ezért a nyomukba ered. Nick azonban a kocsijukba tette a korábban testére erősített bombát, ami az eredeti időzítés szerint felrobban Dwayne-nel együtt.
A három menekülő boldogan kezdi tervezgetni, hogy mit fog csinálni a talált pénzzel, amikor a pénz közé rejtett kék festék tönkreteszi az egészet.
A stáblista lefutása alatt kiderül, hogy Dwayne és Travis nem haltak meg, és az örökölt pénzből a Dwayne által korábban tervezett (félig illegális, prostitúciót folytató) szolárium reklámjában jelennek meg.

## Szereposztás
| Szerep                                   | Színész          | Magyar hangja (1. szinkron) |
| ---------------------------------------- | ---------------- | --------------------------- |
| Nick                                     | Jesse Eisenberg  | Kovács Lehel                |
| Chet, Nick barátja, lakótársa            | Aziz Ansari      | Molnár Levente              |
| Dwayne                                   | Danny McBride    | Kálloy Molnár Péter         |
| Travis, Dwayne haverja                   | Nick Swardson    | Dévai Balázs                |
| Kate, Chet ikernővére, Nick szíve hölgye | Dilshad Vadsaria | N/A                         |
| Chango, bérgyilkos                       | Michael Peña     | N/A                         |
| Juicy, sztriptíztáncosnő                 | Bianca Kajlich   | N/A                         |
| Az „őrnagy”, Dwayne apja                 | Fred Ward        | Barbinek Péter              |
| Amelia                                   | Mya Rajah        | N/A                         |
| Nick főnöke a pizzás cégnél              | Brett Gelman     | N/A                         |

## Megjelenése
A film Blu-Ray-en, DVD-n és VHS-en 2011. november 29-én jelent meg.

## Bevételek
A film a kezdő hétvégéjén körülbelül 13 millió dollár bevételt szerzett, ami a készítő stúdió elvárásai alatt volt, de nem jelentett veszteséget a film kis költségvetése miatt.

## Fogadtatás
A filmkritikusok véleményét összegző Rotten Tomatoes 44%-ra értékelte 149 vélemény alapján. A súlyozott átlagot számító Metacritic 49/100 pontot adott 37 kritika alapján.

## A film készítése
A forgatás 2010 júliusa és szeptembere között Grand Rapidsban zajlott (Michigan állam). A bankrablási jelenetet a használaton kívüli Ludington State Bank-ben vették fel.
A film forgatókönyvét Matthew Sullivan és Michael Diliberti írta, a film producere Ben Stiller volt, a Red Hour Films nevű produkciós cégén keresztül.

## Forgatási helyszínek
- Grand Rapids, Michigan állam, USA

## Érdekesség

### Hasonlóság a valósághoz
A film történetéhez hasonló eset a valóságban is lejátszódott. 2003. augusztus 28-án egy pizzaszállító, Brian Douglas Wells Erie településen (Pennsylvania állam) kirabolt egy bankot, miközben a nyakára egy robbanószerkezet volt erősítve. Amikor a rendőrök a közelébe értek, a bomba felrobbant, Wells meghalt.
A hasonlóságok ellenére a stáb tagjai és a filmkészítők állítása szerint nem volt tudomásuk a valóságban megtörtént esetről, bár a forgatókönyv-írók elismerték, hogy hallottak az esetről.

## Fordítás
- Ez a szócikk részben vagy egészben  a(z)   30 Minutes or Less című angol Wikipédia-szócikk fordításán alapul.  Az eredeti cikk szerkesztőit annak laptörténete sorolja fel. Ez a jelzés csupán a megfogalmazás eredetét és a szerzői jogokat jelzi, nem szolgál a cikkben szereplő információk forrásmegjelöléseként.